# 瑞光院前町
瑞光院前町（ずいこういんまえちょう）は、京都市上京区の町名。

## 町名
現行公称町名は瑞光院前町。郵便番号は602-0081。

## 人口と世帯数
令和2年国勢調査による2020年10月1日の人口と世帯数は以下のとおり。
| 町名       | 人口 | 世帯数 |
| ---------- | ---- | ------ |
| 瑞光院前町 | 69人 | 24世帯 |

## 地理
上京区の元学区、成逸学区の最北部に位置する。南は扇町、東は下清蔵口町、西は天神北町・東若宮町、北は紫野宮西町に接する。

### 通り名表記
『京都市町通り名一覧表』 (1998)には、以下が挙げられている。表記の意味については「京都市内の通り#住所」を参照。
- 鞍馬口通堀川西入
- 鞍馬口通堀川西入上る
- 鞍馬口通堀川東入
- 堀川通鞍馬口上る
- 堀川通鞍馬口下る
- 堀川通寺之内上る5丁目

また、『京都市の地名』、『角川日本地名大辞典 26 京都府』上巻では「堀川頭今宮御旅所下ル」が瑞光院前町の通り名表記として掲げられている。

## 小・中学校の通学区域
市立小・中学校に通う場合の通学区域は以下のとおり。
| 町名       | 番地 | 小学校                 | 中学校             |
| ---------- | ---- | ---------------------- | ------------------ |
| 瑞光院前町 | 全域 | 京都市立西陣中央小学校 | 京都市立烏丸中学校 |

## 歴史
通称「堀川頭」（堀川通の北端）であった。明治維新前は西陣離町に属した。瑞光院前町と天神北町に至る場所は、かつて洛中への北の入り口の一つ「能成寺口」と呼ばれた。能成寺は応仁の乱で廃絶したとされる。

### 町名の由来
瑞光院（昭和37年に山科区安朱堂ノ後町へ移転）の門前にあたることに因む。

## 交通

### 道路

#### 東西の通り
- 鞍馬口通

#### 南北の通り
- 堀川通（京都府道38号京都広河原美山線・鞍馬街道）
- 天神の辻子
- 猪熊通

## 施設
- 瑞光院 赤穂義士遺髪塔跡碑[13]
- SCREENホールディングス本社（本社所在地は天神北町に置かれる。）